# Bias (fils d'Amythaon)
Pour les articles homonymes, voir Bias.
Dans la mythologie grecque, Bias (en grec ancien Βίας / Bías) est un fils de Amythaon, frère du devin Mélampous, et le régent d'Argos.
À la mort du roi Créthée, Pélias cherche à dominer toute la Thessalie et usurpe le trône d'Iolcos en attirant Éson, le successeur légitime, dans une grotte et en bannissant ses autres frères qui s'installent à Pylos en Messénie, auprès du roi Apharée. Amythaon épouse Idomène (it), fille de Phérès, qui lui donne deux fils, Bias et Mélampous. Il aurait aussi une fille, Éolia. Selon Pindare, Amythaon vient ensuite avec plusieurs membres de sa famille à Iolcos pour intercéder auprès de Pélias en faveur d'Éson.
Bias fait bien entendu également partie de la légende de Mélampous : Amoureux de Péro, sœur de Nestor, il fait sa demande, qui ne sera acceptée que s'il parvient à lui ramener des troupeaux qu'il affectionnait, à Phylacé. À la demande de son frère, Mélampous exécuta le vol pour lui, s'y prenant par deux fois : captif pendant un an l'issue de la première tentative, il réussit lors de la deuxième tentative à la fois le rapt et son évasion. Exilé à Argos après avoir tué son beau-père, Nélée, il s'y installa avec son frère et son épouse, qui lui engendra Antiphatès et Mantios. Mantios fut père de Polyphide, devin ; qui devint père de Théoclymène, devin lui aussi. Télémaque confie la garde de Théoclymène à l'habitant d'Ithaque Piréos, sujet dévoué à son prince. Théoclymène confirmera le retour de son roi Ulysse.